# Búcsúzni csak szépen...
A Búcsúzni csak szépen... című válogatásalbum a Neoton Família 1998-ban megjelent válogatásalbuma, mely az együttes legnagyobb slágereit tartalmazza. Az ehhez kapcsolódó koncert 1998. április 24-én volt a Budapest Sportcsarnokban. A koncertről TV-felvétel is készült,ami később DVD-n is megjelent.

## Megjelenések
| Ország       | Formátum | Sorszám      | Kiadó     | Év   |
| ------------ | -------- | ------------ | --------- | ---- |
| Magyarország | CD       | 3984-24085-2 | Megneoton | 1998 |

## Az album dalai
- Santa Maria
- Apám szólt
- Holnap hajnalig
- Nyár van
- Kétszázhúsz felett
- Társasjáték
- A legkisebb fiú
- Pago Pago
- Elmentél
- Párizsi lány
- Medve táncdal
- A sárkány éve
- Tini-dal
- Szeret vagy nem szeret
- Yo-Yo
- I Love You

## Közreműködők
Neoton Família:
- Végvári Ádám – gitár, ének, vokál
- Baracs János – basszusgitár,ének,vokál
- Bardóczi Gyula – dobok
- Csepregi Éva – ének
- Pásztor László – gitár, vokál, billentyűs hangszerek
- Lukács Erzsébet – vokál (Pago Pago)

- Ifj. Jakab György – billentyűs hangszerek, ének
- Csont István – billentyűs hangszerek
- Bardóczi Gábor – dob
- Csányi Vilmos – szaxofon (Santa Maria, Apám szólt, Társasjáték, A legkisebb fiú)
- Kozma Orsi – vokál
- Tóth Edina- vokál